# Marcipa noel
Marcipa noel är en fjärilsart som beskrevs av Pierre E.L. Viette 1966. Marcipa noel ingår i släktet Marcipa och familjen nattflyn. Inga underarter finns listade i Catalogue of Life.